# Decapitated
Decapitated est un groupe de death metal polonais, originaire de Krosno. Ils pratiquent un style brutal et technique largement influencé par l'un des piliers mondiaux du death metal, Cannibal Corpse,. Le groupe comprend le guitariste, fondateur et compositeur Wacław « Vogg » Kiełtyka, le chanteur Eemeli Bodde , le bassiste Paweł Pasek, et le batteur Michał Łysejko.
Vogg et son petit frère, le batteur Witold « Vitek » Kiełtyka, forment Decapitated aux côtés du chanteur Wojciech « Sauron » Wąsowicz, rejoints par le bassiste Marcin « Martin » Rygiel un an plus tard. Après deux démos, le groupe signe au label Wicked World (division du label Earache Records) et publie, en 2000, son premier album, Winds of Creation. En 2002 et 2004, le groupe publie les albums Nihility et The Negation, respectivement. Leur quatrième album, Organic Hallucinosis, est publié en 2006 et fait participer un nouveau chanteur, Adrian « Covan » Kowanek.
À la fin de 2007, le groupe subit un accident routier. Vitek succombe à 23 ans, le 2 novembre 2007, à des blessures liées à l'accident, et Covan survit, mais reste dans le coma. Après une période de séparation, Vogg reforme Decapitated, et le groupe publie en 2011 son cinquième album, Carnival Is Forever. Ils publient ensuite l'album Blood Mantra en 2014, puis l'album Anticult en 2017.

## Biographie

### DeWinds of CreationàThe Negation(1996–2004)
Le groupe est formé en 1996 à Krosno par le guitariste Wacław « Vogg » Kiełtyka, à cette période âgé de 15 ans, son frère et batteur Witold « Vitek » Kiełtyka, à cette période âgé de 12 ans, et le chanteur Wojciech « Sauron » Wąsowicz, qui avait 16 ans. Bien influencés par la scène death metal de l'époque avec Cannibal Corpse, Suffocation, Deicide ou encore Vader, ils sortent leur première démo Cemetaryen Gardens en juin 1997. Malgré la violence et la technicité de leur musique pour leurs jeunes âges, la démo ne fait que très peu parler d'elle. Quelques mois plus tard, ils sortent leur deuxième démo, The Eye of Horus, qui, elle, va réussir à faire un peu de bruit. En 2000, le label Metal Mind Productions réédite les deux premières démos sous forme de compilation, elle s’intitule The First Damned. Ils débutent leurs premiers concerts au Royaume-Uni avec Vader en 2001, et se font repérer par le label Earache Records. Ils enregistrent un an plus tard leur premier album Winds of Creation. Il trouvera un vif succès auprès du public et le groupe enchaînera une tournée à travers l’Europe en compagnie d'Immolation et Lock Up.
Le deuxième opus auto-produit, Nihility, est publié en février 2002. Encore plus technique et mieux produit que le précédent, la galette permet à Decapitated de se trouver une place confortable dans la scène death mondiale.
Le groupe publie son troisième album, The Negation, un peu moins technique que son prédécesseur, mais plus violent et mieux produit, les titres s’enchaînent tel un chantier de marteau-piqueurs. Sławek et Wojtek Wiesławscy se chargent de la production de l'album, qui est publié en février 2004. L'album est positivement accueilli par la presse spécialisée,, et suit d'une tournée en Europe et aux États-Unis la même année,.

### Organic Hallucinosiset pause (2005–2008)

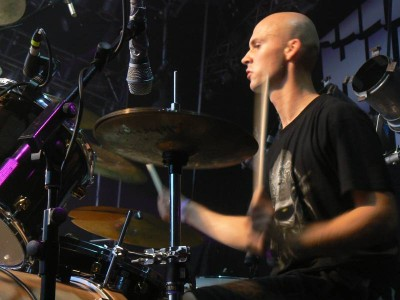
Vitek en 2006.

Été 2005, Sauron (le chanteur) quitte la formation et se fait remplacer par Adrian « Covan » Kowanek, ancien membre du groupe Atrophia Red Sun,. Pendant la tournée qui suit en décembre 2005, Martin ne peut jouer avec le groupe et est remplacé par Richard Gulczynski ; il les rejoint cependant, en février 2006. Cette même année, Decapitated tourne avec les groupes américain Suffocation, Six Feet Under, et Fear Factory,. En 2006, le groupe sort son nouvel album, Organic Hallucinosis. En juin et juillet 2007, Decapitated joue avec Cephalic Carnage au trek Summer Slaughter aux États-Unis. Plus tard, Martin quitte Decapitated pour vivre avec sa famille en Californie.
Le 29 octobre 2007 marque une tragédie dans l'histoire du groupe. À la suite d'un accident de la route lors d'une tournée, le « tourbus » se renverse. Le batteur Witold Vitek Kieltyka et le chanteur Covan sont grièvement blessés. Vitek trouvera la mort quelques jours plus tard des suites de ses blessures,. Covan restera handicapé à la suite de l'accident. En 2008, Metal Mind Productions publie leur DVD concert Human's Dust,

### Reformation etCarnival Is Forever(2009–2013)

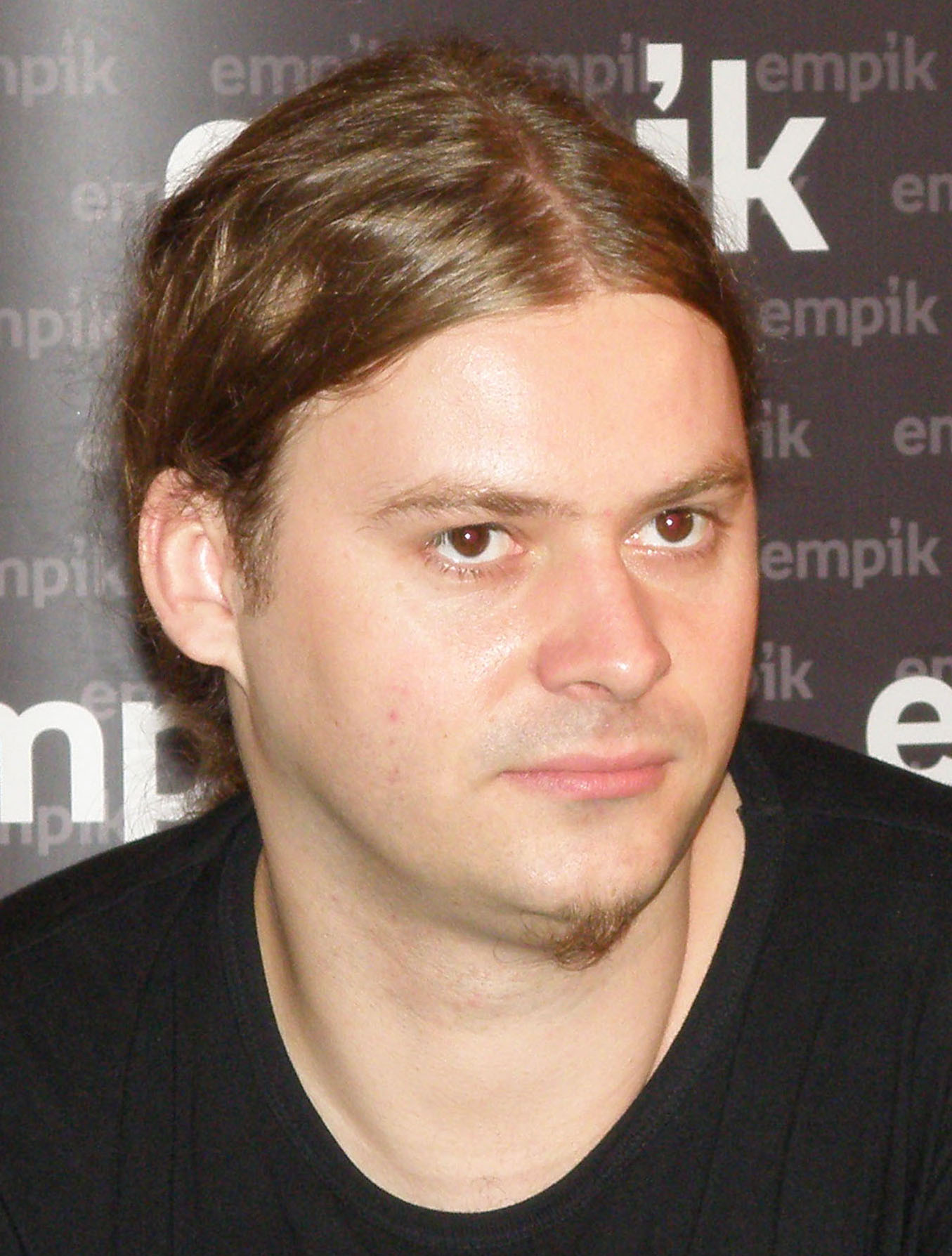
Le guitariste Vogg, en 2009.

Malgré l'accident, Vogg décide de continuer Decapitated en se mettant à la recherche d'un nouveau chanteur et d'un nouveau batteur, dignes de reprendre ce que Vitek et Covan avaient réalisé jusqu'alors, le 8 mars 2009,. Un article sur leur page Myspace proposait aux personnes souhaitant tenter leur chance d'envoyer des vidéos de démonstration à Vogg afin que le choix puisse se faire dans les meilleures conditions possibles.
Un nouveau batteur est recruté, Kerim « Krimh » Lechner. Le 20 novembre 2009, la formation est complétée avec l'arrivée du chanteur Rafał Piotrowski du groupe Ketha et du bassiste Filip « Heinrich » Hałucha de Vesania et Masachist. Decapitated continue ses activités soutenu par Nuclear Blast et Hard Impact Music Management. Le groupe tourne en février 2010 au Royaume-Uni, en avril et en mai en Australie, en Nouvelle-Zélande, et dans les festivals européens, et participe à la tournée Summer Slaughter aux États-Unis en milieu 2010,.
Le groupe entre au studio RG de Gdańsk le 9 février, pour commencer les enregistrements de son cinqiuième album, Carnival Is Forever. L'album est produit par Vogg, et le mixage est effectué par le producteur suédois Daniel Bergstrand, ancien collaborateur, notamment de Behemoth et Meshuggah,,,,,,. Heinrich quitte Decapitated après l'enregistrement pour se concentrer sur Vesania, et Carnival Is Forever est publié le 12 juillet 2011. Lechner quitte le groupe en septembre 2012 et est remplacé par l'ancien batteur de Vader Paweł Jaroszewicz. À la fin de 2012, Decapitated joue au Nepal, au Japon, et en Thaïlande, entre autres.

### Blood Mantra(depuis 2014)

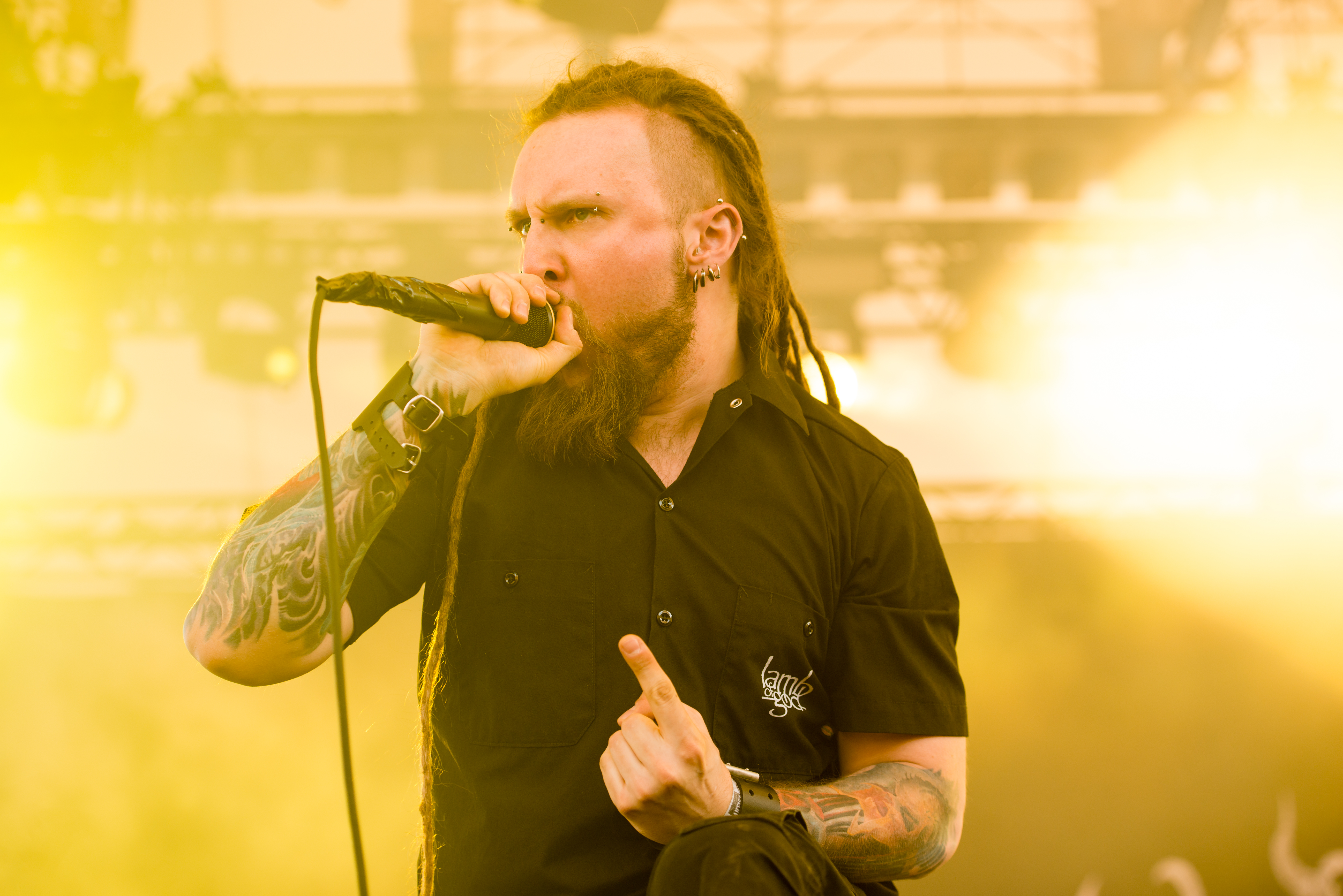
Piotrowski en 2014.

Le 13 mars 2014, le groupe annonce l'arrivée du batteur Michał Łysejko, qui tourne avec Decapitated depuis janvier 2014. Decapitated enregistre Blood Mantra en mars au Hertz Studio en Pologne, et publie l'album en septembre. Lors d'une tournée américaine en octobre, le groupe est victime d'un accident routier sur le chemin de La Nouvelle-Orléans, en Louisiane. Aucun blessé sérieux n'est déploré et le groupe continue sa tournée. Decapitated accompagne Soulfly à leur tournée We Sold Our Souls To Metal Tour en octobre 2015,,. En 2019, Vogg a été recruté par Robb Flynn de Machine Head pour prendre le poste de guitariste pendant la tournée « Burn My Eyes 25 Anniversary ».

## Membres

### Membres actuels
- Wacław « Vogg » Kiełtyka – guitare (1996−2007, depuis 2009)
- Eemeli Bodde – chant (depuis 2024)
- James Stewart – batterie (depuis 2018)
- Hubert Więcek – basse (depuis 2016)

### Anciens membres
- Witold « Vitek » Kiełtyka – batterie (1996–2007 ; décédé en 2007)
- Wojciech « Sauron » Wąsowicz – chant (1996–2005)
- Marcin « Martin » Rygiel – basse (1997–2005, 2006–2007)
- Adrian « Covan » Kowanek – chant (2005–2007)
- Kerim « Krimh » Lechner – batterie (2009−2012)
- Michał Łysejko – batterie (2014-2018)
- Filip « Heinrich » Hałucha – basse (2009−2011)
- Paweł Pasek – basse (2012−2016)
- Rafał « Rasta » Piotrowski – chant (2006-2024)

### Membres live
- Jacek Hiro – guitare (2000−2004)
- Richard Gulczynski – basse (2006)[46]
- Konrad Rossa – basse (2011−2012)

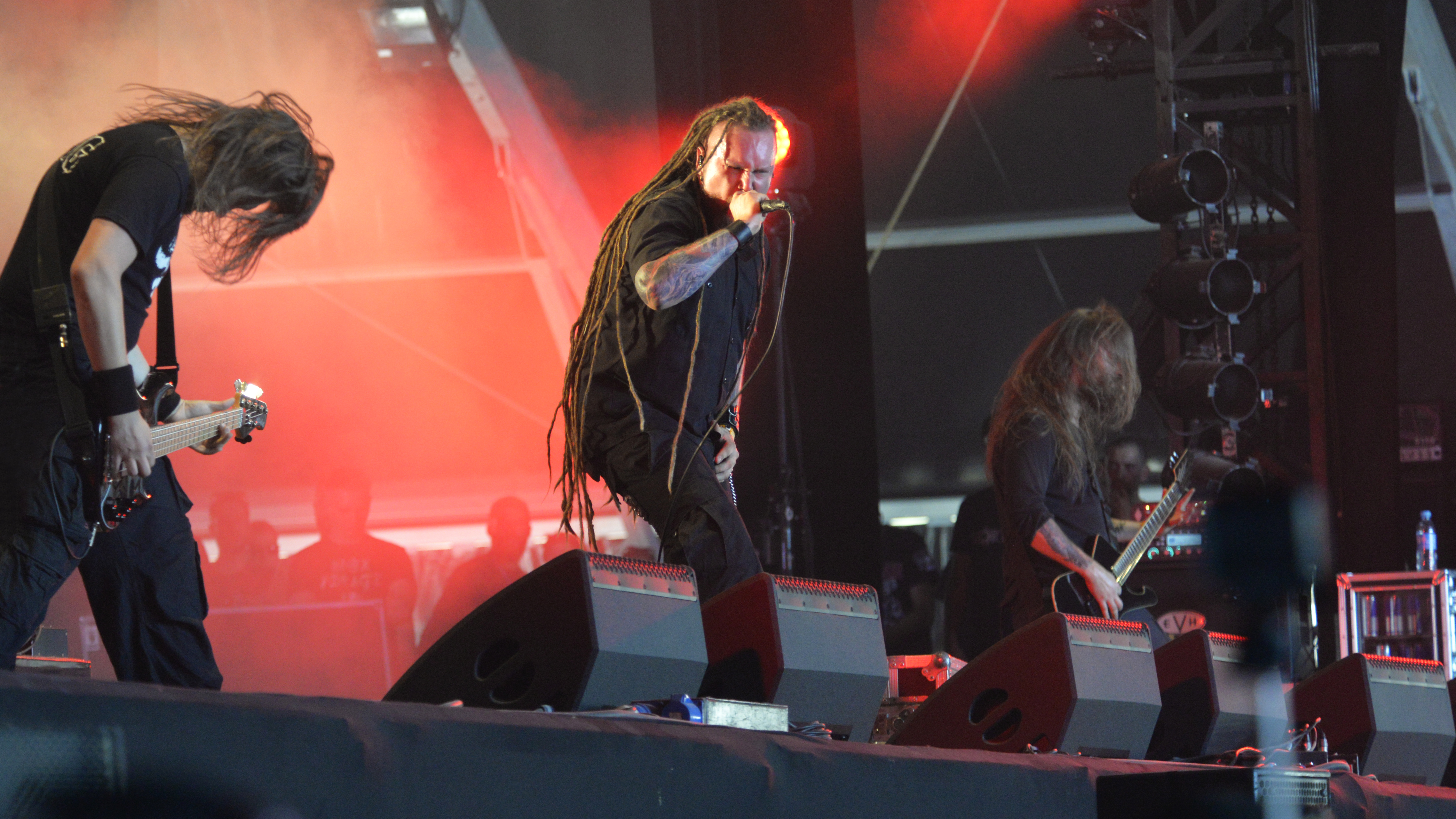
Decapitated au Hellfest 2017.

- Paweł « Pawulon » Jaroszewicz – batterie (2012−2013)
- Kevin Foley – batterie (2013)
- Eugene Ryabchenko – drums (2019)
- Ken Bedene – drums (2020)
- Sean Martinez – basse (2016)

## Discographie

### Albums studio
- 2000 : Winds of Creation
- 2002 : Nihility
- 2004 : The Negation
- 2006 : Organic Hallucinosis
- 2011 : Carnival Is Forever
- 2014 : Blood Mantra
- 2017 : Anticult
- 2022 : Cancer Culture

### Autres
- 1997 : Cemeteral Gardens (démo)
- 1998 : The Eye Of Horus (démo)
- 2000 : The First Damned (best-of)
- 2000 : Polish Assault (split avec Yattering, Lost Soul, Damnable)
- 2006 : Live Nottingham 20 Dec 2004 (album live)